# Mariah Carey
Mariah Carey (pronunciación: [məˈɹaɪə ˈkɛəɹi]; Huntington, Nueva York, 27 de marzo de 1969) es una cantante, compositora, productora discográfica y actriz estadounidense. Referida como el «Ave Cantora Suprema» (Songbird Supreme) por el Libro Guinness de los récords, es reconocida por su registro vocal de cinco octavas, su estilo melismático y por el uso del registro de silbido.
Bajo la dirección del productor ejecutivo del sello Columbia Records, Tommy Mottola, Carey lanzó su álbum debut homónimo, Mariah Carey (1990). De este se desprendieron cuatro sencillos que llegaron al primer puesto en la lista Billboard Hot 100. Después de su matrimonio con Mottola y el éxito de sus álbumes posteriores, Music Box (1993) y Merry Christmas (1994), Carey se estableció como la artista con mayores ventas de Columbia. Daydream (1995) hizo historia cuando el segundo sencillo, «One Sweet Day», una colaboración con Boyz II Men, pasó un récord de dieciséis semanas en el número uno del Hot 100, siendo la primera canción con más semanas acumuladas en la cima de la lista. Durante la grabación del álbum, Carey comenzó a desviarse de sus inicios de R&B y pop y atravesó lentamente el hip hop. Este cambio musical se hizo más evidente en Butterfly (1997), momento en que la cantante se había separado de Mottola.
En 2000 Carey dejó Columbia y firmó un contrato de 100 millones de dólares con Virgin Records. Antes del lanzamiento de su primer largometraje Glitter (2001), la artista sufrió un colapso físico y emocional y fue hospitalizada por agotamiento severo. Tras la mala recepción de la película, compró su contrato por 50 millones USD, lo que condujo a un descenso en su carrera. Firmó un multimillonario contrato con Island Records en 2002 y después de un período sin éxito, volvió a la cima de las listas con The Emancipation of Mimi (2005). El segundo sencillo del material, «We Belong Together», se convirtió en su sencillo más exitoso de la década, por lo que la revista Billboard lo nombró la «Canción de la Década». Carey incursionó nuevamente en la industria del cine con un papel protagonista bien recibido en Precious (2009); fue galardonada con el premio a la interpretación más importante en el Festival Internacional de Cine de Palm Springs, y las nominaciones a los Black Reel Awards y los NAACP Image Award.
Carey ha vendido 220 millones de producciones musicales en el mundo, por lo que se convierte en una de los artistas con mayores ventas de todos los tiempos. En 2000, fue premiada como la artista pop femenina con mayores ventas del milenio. Según la Recording Industry Association of America (RIAA), es la artista femenina más exitosa en Estados Unidos en cuanto a álbumes se refiere, con 74 millones de álbumes certificados, y posee el récord de la mayor cantidad de sencillos número en la historia de la lista Billboard Hot 100 para un solista (19), una compositora (18) y una productora (14). En 2012, se ubicó en el segundo puesto de la lista de VH1 de las «100 mujeres más grandes en la música», solo detrás de Madonna. Aparte de sus logros comerciales, Carey ha ganado cinco premios Grammy, 21 World Music Awards, 11 American Music Awards y 15 Billboard Music Awards. Ha sido citada en numerosas ocasiones por inspirar e influir a una generación de cantantes.

## Biografía

### Niñez y juventud
Mariah Carey nació el 27 de marzo de 1969 en Huntington, ubicada en la isla Long Island, que a su vez es parte del estado de Nueva York. Es una de los tres hijos de Patricia (apellidada Hickey de soltera), una irlandesa excantante de ópera y profesora de canto; y Alfred Roy Carey, un ingeniero aeronáutico venezolano afroamericano, cuyo abuelo —y bisabuelo de Mariah— cambió su apellido de Núñez a Carey al emigrar a los Estados Unidos desde Venezuela. Sus padres se divorciaron cuando ella tenía tres años. La familia tuvo que soportar muchos ataques racistas mientras vivían en Huntington, Carey aseguró que envenenaron a su perro y que incendiaron el coche de la familia. Después del divorcio de sus padres, Carey tuvo poco contacto con su padre y su madre trabajó en varios lugares para apoyar económicamente a la familia. Carey pasó la mayor parte del tiempo sola en casa y se dedicó a la música para apoyarse a sí misma. Su madre le enseñó a cantar a los tres años; más adelante Carey empezó a imitar a su madre mientras esta ensayaba la ópera Rigoletto de Giuseppe Verdi en italiano.
Carey se graduó de la escuela secundaria Harborfields High School, ubicada en Greenlawn, Nueva York. Carey solía ausentarse de la escuela por su trabajo como cantante en estudios de grabación locales, en consecuencia, sus compañeros la apodaron "Mirage" (espejismo). Su trabajo en la escena musical de Long Island le dio la oportunidad de colaborar con músicos como Gavin Christopher y Ben Margulies, este último le ayudó a componer música para su maqueta discográfica. Después de mudarse a Nueva York, Carey trabajó en varios lugares para pagar el alquiler, y completó quinientas horas de estudios en una escuela de belleza. Más adelante, trabajó como cantante de respaldo vocal de la cantante puertorriqueña Brenda K. Starr.

## Carrera musical

### 1988–1992: Primeros éxitos comerciales,Mariah CareyyEmotions

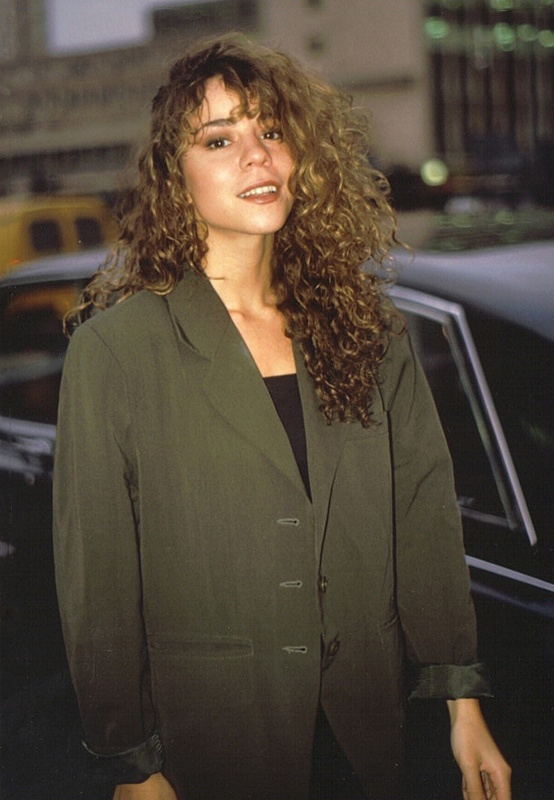
Carey tras interpretar su tema «Vision of Love» en el Bush Empire de Londres en 1990.

En diciembre de 1988, Carey acompañó a Starr a una gala de ejecutivos discográficos de CBS, donde entregó su demo musical a Tommy Mottola, presidente de la compañía Columbia Records. Mottola escuchó el demo al salir de la fiesta y al quedar impresionado, de inmediato volvió a la fiesta para buscar a Carey, pero esta ya se había marchado. Más tarde, Mottola le ofreció un contrato de grabación con su compañía. Años después, la revista Vibe comparó la historia de Carey con el cuento de La Cenicienta. Carey firmó con Columbia Records y Mottola reclutó el talento de varios productores, incluyendo Ric Wake, Narada Michael Walden y Rhett Lawrence.
El 1 de junio de 1990, Carey hizo su primera presentación en vivo en The Arsenio Hall Show, donde interpretó por primera vez su sencillo debut, "Vision of Love". Cuatro días después, apareció en las Finales de la NBA de 1990, donde cantó "America the Beautiful". Una semana después, el 12 de junio, Carey publicó su álbum debut homónimo Mariah Carey, donde Columbia invirtió un alto presupuesto de promoción por más de 1 millón de dólares. Durante la grabación, Carey expresó su insatisfacción con las colaboraciones de los productores Wake, Walden y Lawrence, quienes los ejecutivos de Columbia habían designado para hacer al álbum más viable comercialmente. El álbum llegó al número uno de la lista Billboard 200, posición en la que permaneció por once semanas consecutivas y fue el álbum más vendido de 1991 en los Estados Unidos. La Recording Industry Association of America (RIAA) lo certificó con nueve discos de platino, que denotan ventas aproximadas a los nueve millones de unidades en los Estados Unidos; a nivel mundial, el álbum ha vendido más de quince millones de copias. Sus cuatro primeros sencillos "Vision of Love", "Love Takes Time", "Someday" y "I Don't Wanna Cry" llegaron al puesto número uno del Billboard Hot 100. En 1991, Carey ganó dos premios Grammy, en las categorías de mejor artista nuevo y mejor interpretación vocal pop femenina, esta última por el sencillo "Vision of Love".
El 17 de septiembre de 1991, Carey lanzó su segundo álbum de estudio, Emotions, con un sonido más cercano a los géneros musicales motown y soul. En este álbum trabajó con los productores Walter Afanasieff (quien tenía un rol menor en su álbum debut) y Civillés & Cole (del grupo musical C&C Music Factory). El primer sencillo, "Emotions", llegó al número uno del Billboard Hot 100, siendo el quinto sencillo de Carey en lograr alcanzar esa posición en dicha lista. A pesar del éxito del primer sencillo, el álbum solo llegó al puesto número cuatro en el Billboard 200. A nivel mundial, el álbum vendió más de ocho millones de copias, una cifra inferior a la de su álbum debut. Las críticas que recibió el álbum fueron mixtas, la revista Rolling Stone lo describió como "más de lo mismo, sin material interesante y pese a de su don vocal, su canto es más impresionante que expresivo". No obstante, en los Premios Grammy de 1992, "Emotions" fue nominado como mejor interpretación vocal pop femenina.
Si bien durante este período Carey cantaba en vivo en programas de televisión y ceremonias de premios, su miedo escénico le impedía realizar una gira de conciertos, por lo que muchos medios de comunicación especularon que las notas altas demostradas por la cantante en sus álbumes, no eran más que instrumentos sintetizados en un estudio. En marzo de 1992, la cantante realizó su primer concierto acústico en vivo en el programa especial MTV Unplugged, en donde demostró que sus capacidades vocales eran reales. Allí interpretó canciones pertenecientes a sus dos primeros discos y además añadió una versión de la canción "I'll Be There" de The Jackson 5, que cantó a dúo con su corista Trey Lorenz. Debido a los altos niveles de audiencia registrados, el concierto fue publicado como álbum en junio de 1992. El primer sencillo, "I'll Be There", fue una de las canciones más populares del año. Llegó al puesto número uno en el Billboard Hot 100, convirtiéndose en el sexto sencillo de Carey que lograba esta hazaña, y el primero de Lorenz. También obtuvo la primera posición en las listas de Canadá, Nueva Zelanda y Países Bajos. Los comentarios hacia el álbum en vivo de Carey, fueron incluso más positivos que los de sus dos álbumes anteriores, la revista Entertainment Weekly comentó que es "la grabación más fuerte y genuinamente musical que jamás ha hecho, ¿Esta interpretación en vivo la ayudará a tomar sus primeros pasos hacia el crecimiento?".

### 1993–1996: Popularidad internacional establecida,Music Box,Merry ChristmasyDaydream
Desde finales de 1992, Carey inició las grabaciones de su tercer álbum de estudio. Después de que su anterior álbum Emotions no logró tener la misma recepción comercial que el de su álbum debut, Carey y su sello Columbia decidieron hacer su próximo álbum con un sonido más pop como una oportunidad de expandirse a una audiencia más grande. Durante las sesiones de grabación, Carey trabajó constantemente con Afanasieff, quien produjo gran parte de las canciones del álbum, además de trabajar también con Dave Hall, Babyface, Daryl Simmons y el dúo C&C Music Factory. Luego de contraer matrimonio con Tommy Mottola, Carey publicó el 31 de agosto de 1993, su tercer álbum de estudio, Music Box. La producción recibió opiniones mixtas de los críticos; la revista Billboard lo describió como un "corazón perforado", agregando que era la más elemental de los discos de Carey y que "su voz euritmia se encuentra en una sincronización natural con las canciones", mientras que la revista Rolling Stone comentó que "la voz de Carey podría mover un camión", y comparó muchas de las canciones con los anteriores éxitos de Whitney Houston, aunque también señaló que la mayoría de las letras no eran más que "clichés de pop y soul"; por otro lado, la revista Time fue menos optimista, comentando que Music Box parece "superficial y casi sin pasión... Carey podría ser una gran cantante de pop/soul, sin embargo una vez más ha resultado mediocre como Salieri". Sin embargo, se convirtió en el álbum más vendido de Carey en su carrera, vendiendo aproximadamente más de 28 millones de copias en todo el mundo, siendo uno de los álbumes más vendidos de la historia. En los Estados Unidos fue certificado con disco de diamante por la Recording Industry Association of America (RIAA). Los dos primeros sencillos, "Dreamlover" y "Hero", llegaron al número uno del Billboard Hot 100, mientras que tuvieron éxito moderado en el resto del mundo. El tercer sencillo, "Without You", una versión del tema de la banda Badfinger, tuvo un enorme éxito en Europa, debutando en el primer lugar en el Reino Unido, siendo el primer sencillo número uno de Carey en ese territorio; también llegó a la cima de las listas de Alemania, Suecia y Suiza. A finales de 1993, Carey realizó su primera gira de conciertos, Music Box Tour, con el objetivo de promover el álbum, presentándose únicamente en ciudades de Estados Unidos; al principio, las críticas hacia la gira no fueron muy positivas, pero todas las entradas a sus conciertos se agotaron rápidamente.
En 1994, Carey grabó junto a Luther Vandross una versión de la canción "Endless Love", originalmente interpretada por Lionel Richie y Diana Ross; teniendo un éxito notable en el mundo. En noviembre de ese mismo año, Carey lanzó Merry Christmas, un álbum navideño compuesto por villancicos clásicos y material inédito. El álbum recibió críticas mixtas, la guía musical AllMusic comentó que la versión de "O Holy Night" pretende sonar como una canción de "alta ópera" y que la versión bailable del himno "Joy to the World" suena horrible. Comercialmente, Merry Christmas fue muy exitoso, siendo el álbum navideño más vendido de la historia por una mujer, y el álbum navideño más vendido en Japón; por otro lado, el sencillo "All I Want for Christmas Is You" ha tenido un enorme éxito mundial, logrando re-ingresar en las listas de popularidad mundiales cada fin de año, siendo hasta el momento el sencillo de Carey más vendido globalmente y considerada la canción navideña de los últimos 20 años más popular, con más de 16 millones de copias vendidas. En 2019, para el vigesimoquinto aniversario de la canción, logró establecer un nuevo récord al llegar al número uno del Billboard Hot 100 por tres semanas. Esto convirtió a Carey en la primera y única artista en tener un sencillo número uno durante cuatro décadas consecutivas y en la solista con la mayor cantidad de sencillos número uno en dicha lista, con 19 en total.
En octubre de 1995, Carey publicó su quinto álbum de estudio, Daydream, logrando un éxito enorme tanto en los Estados Unidos como en el resto del mundo. El álbum fue una combinación del género pop que usó en Music Box con apariciones de R&B y hip hop. El álbum recibió opiniones muy positivas de los críticos, quienes lo consideraron su mejor trabajo hasta ese momento. El primer sencillo, "Fantasy", debutó directamente en el número uno del Billboard Hot 100, siendo la primera artista femenina en conseguir esta hazaña y la segunda en general, después de Michael Jackson. "Fantasy" se mantuvo por ocho semanas en la cima del Hot 100, mientras que el segundo sencillo, "One Sweet Day", en colaboración con el grupo Boyz II Men, que también debutó en el número uno del Hot 100, permaneció por 16 semanas consecutivas, siendo en ese momento el sencillo con más semanas en el número uno en dicho listado. El tercer sencillo, "Open Arms", una versión del tema de la banda Journey, se lanzó fuera de Estados Unidos y tuvo un éxito moderado en las listas. "Always Be My Baby", el cuarto sencillo, se convirtió en otro número uno en el Hot 100, permaneciendo allí dos semanas. Este sencillo marcó su primera colaboración con el relativamente desconocido Jermaine Dupri, quien ha trabajado consecuentemente con Carey desde entonces. "Forever" y "Underneath the Stars" fueron lanzados como los dos últimos sencillos del álbum.
Daydream se convirtió en el disco más vendido de Carey en los Estados Unidos, vendiendo 11 millones de copias en el país. El álbum también es uno de los más vendidos de la historia, con más de 20 millones de copias vendidas mundialmente. Por otro lado, "Fantasy" y "Always Be My Baby" vendieron 5 millones de copias cada uno, siendo dos de los sencillos más vendidos de Carey. Los críticos reconocieron de forma unánime la evolución de Carey como compositora y en los Premios Grammy de 1996 obtuvo seis nominaciones, entre las que destacan "álbum del año" y "mejor álbum vocal pop" (por Daydream), "grabación del año" (por "One Sweet Day") y "mejor interpretación vocal pop femenina" (por "Fantasy"). A pesar de haber sido la favorita en algunos rubros, Carey no obtuvo un solo galardón. Los ejecutivos ofrecieron una vaga excusa que querían restarle la predictibilidad a los Premios Grammy, refiriéndose al gran favoritismo de Carey que iba acompañado de una inmensa popularidad y de un éxito inédito para una artista femenina. Sin embargo, la debacle de los Grammys no desanimó a Carey, quien se marchó a Japón para comenzar su gira Daydream World Tour, con la que ofreció tres conciertos en el Tokyo Dome con capacidad para 50 mil personas, donde agotó los boletos en pocas horas. El tour se extendería a Europa, su primera gira en el Viejo Continente, agotando los boletos en todas sus presentaciones.

### 1997–2000: Independencia y nueva imagen,ButterflyyRainbow
Durante las grabaciones para su próximo álbum de estudio a mediados de 1997, Carey anunció su separación de Tommy Mottola. El divorcio se les otorgó al año siguiente. Tras la ruptura de su matrimonio, la cantante contrató a un nuevo publicista y representante. Durante este período también compuso y produjo canciones para las bandas Allure y 7 Mile, a través de su sello discográfico Crave Records. El 16 de septiembre de 1997 fue lanzado el sexto álbum de estudio de Carey, Butterfly. Al igual que el anterior, Butterfly presenta el género R&B, aunque también incorpora estilos más urbanos como el hip hop. La cantante señaló que el hecho de incluir este género era algo que siempre había querido hacer, pero también aclaró que no quería convertirse en rapera. Butterfly recibió reseñas positivas de los críticos, quienes elogiaron la transición musical de Carey; por otro lado, el álbum fue un éxito comercial, llegando al número uno en Estados Unidos, Canadá, Japón, Australia, Grecia y Países Bajos, mientras que en otros países llegó al top 10.
El primer sencillo, "Honey" se convirtió en su duodécimo sencillo número uno en el Hot 100 y el tercero en debutar en el primer lugar de dicha lista. Los siguientes sencillos, "Butterfly", "The Roof (Back in Time)" y "Breakdown", no se lanzaron oficialmente en Estados Unidos, y tuvieron una recepción moderada en otros países. El quinto y último sencillo, "My All", llegó a ser una de las canciones más populares de 1998, siendo su decimotercer número uno en el Hot 100, y entrando al top 10 en Reino Unido, Francia y Suiza. A principios de 1998, Carey inició su gira Butterfly World Tour, con la cual visitó Japón, Australia y la ciudad hawaiana de Honolulu. Tras su éxito comercial, Butterfly no pudo igualar las ventas de sus anteriores trabajos Music Box y Daydream, vendiendo hasta la fecha, más de 10 millones de copias en el mundo.

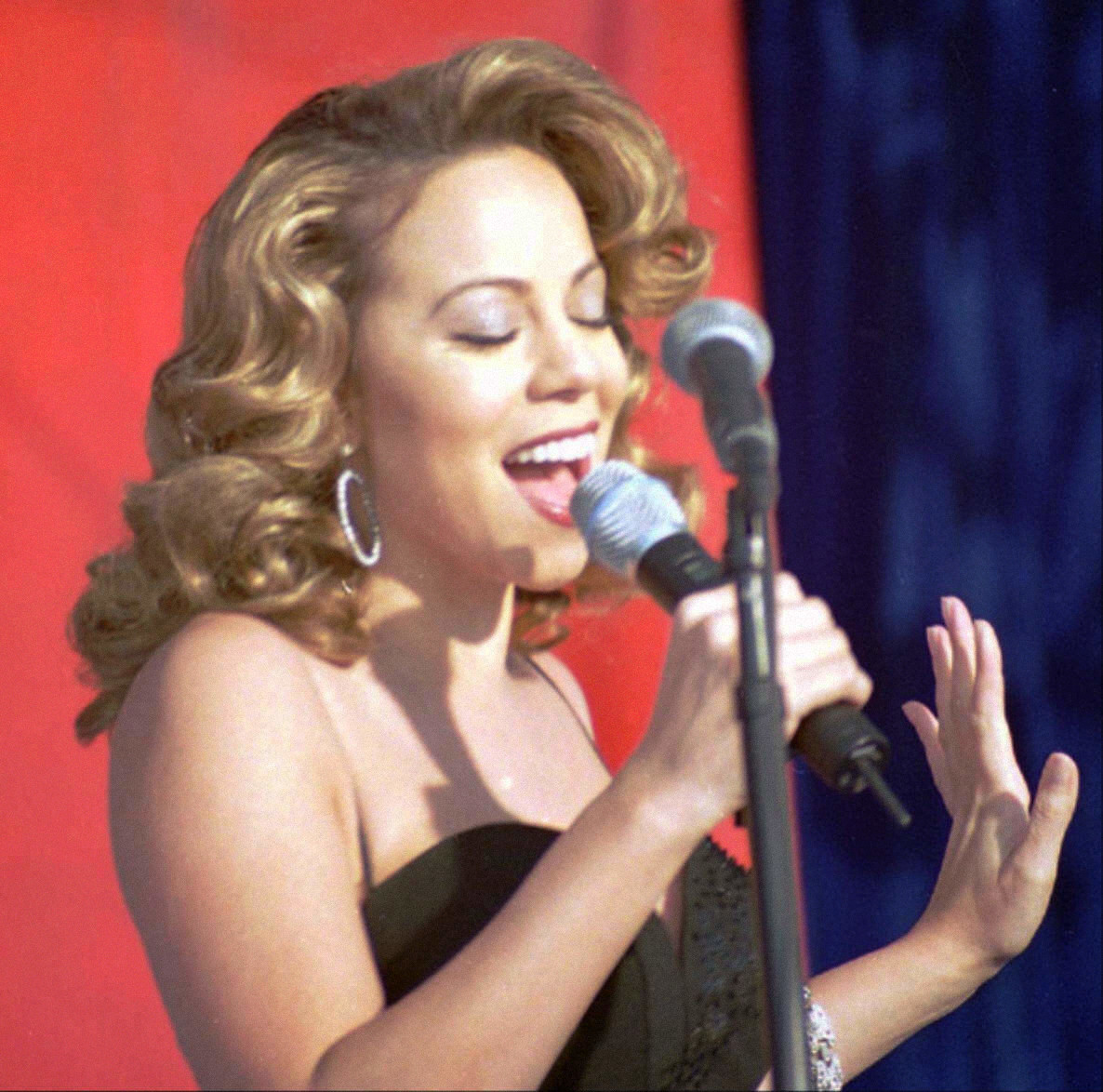
Carey en la Base de la Fuerza Aérea Edwards, durante la filmación del video musical de «I Still Believe» en diciembre de 1998.

En 1998, Carey contribuyó a la banda sonora de la película animada El príncipe de Egipto, interpretando junto a la cantante Whitney Houston la canción «When You Believe», que le hizo ganar al compositor Stephen Schwartz el premio Óscar a la mejor canción original. En noviembre de ese año, Carey publicó su primer álbum recopilatorio, #1's; siendo todo un éxito en ventas. Llegó al número cuatro de la lista Billboard 200, mientras que en Japón vendió más de tres millones de copias, convirtiéndose en el álbum más vendido en ese país por una artista no asiática. Ese mismo año, la cantante participó en uno de los programas especiales de mayor prestigio, VH1 Divas.
Durante el verano de 1999, Carey empieza las grabaciones para su último álbum de estudio con su entonces sello Columbia Records; sin embargo, debido a la presión y la relación que Carey tenía con Sony Music, logró grabar el álbum en un período de tres meses. En noviembre de 1999 se publicó su séptimo álbum de estudio, Rainbow. Inició con la semana más alta de ventas en su carrera, hasta ese momento, no obstante debutando en el número dos del Billboard 200; y llegando al número uno en Francia y Grecia. El primer sencillo, "Heartbreaker", en colaboración con el rapero Jay-Z logró convertirse en su decimocuarto número uno en el Hot 100, permaneciendo allí por dos semanas. En febrero de 2000, Carey logró su decimoquinto sencillo número uno en el Hot 100 con "Thank God I Found You", a dúo con Joe y 98 Degrees. Se convirtió así en la única artista en tener al menos un número uno cada año de la década de los 90s. Al mismo tiempo se embarcó en la gira Rainbow World Tour, presentándose en Europa, Asia y Norteamérica. Los dos siguientes sencillos, "Crybaby" y "Can't Take That Away (Mariah's Theme)", no tuvieron un gran éxito en las listas debido a su lanzamiento limitado. En octubre de ese mismo año, Carey obtuvo su segundo sencillo número uno en el Reino Unido gracias a su versión de "Against All Odds (Take a Look at Me Now)" de Phil Collins, cantada a dúo con el grupo irlandés Westlife. Tras el éxito comercial que tuvo, Rainbow se convirtió en el álbum que menos copias vendió hasta este punto, con más de 8 millones de copias vendidas mundialmente.

### 2001-2004: Problemas personales y profesionales,GlitteryCharmbracelet
En abril de 2001, Carey dejó Columbia y firmó con Virgin Records por un contrato de $100 millones de dólares por álbum, siendo la segunda artista mejor pagada en la historia del disco, solo por detrás de Janet Jackson. El contrato contemplaba 4 álbumes y la opción a un quinto.
En julio de 2001 se publicó "Loverboy", el primer sencillo del nuevo trabajo de Carey, Glitter, que es la banda sonora de su primera película del mismo nombre y la canción logró llegar al número dos en Billboard Hot 100. En ese mismo mes Carey fue hospitalizada debido a una crisis física y emocional, así como cansancio extremo, por lo que se pospuso el lanzamiento del álbum junto a la película, que debutaron el 11 de septiembre de 2001 (mismo día de los atentados terroristas en Estados Unidos). El álbum alcanzó el número siete en el Billboard 200; sin embargo, la película y la banda sonora recibieron críticas negativas y fueron un fracaso comercial. A pesar de sus problemas, Carey consiguió cantar su himno "Hero", dentro de los especiales con motivo del 11 de septiembre. En diciembre, cantó ante las tropas estadounidenses en Kosovo. En ese mismo mes Columbia Records publicó Greatest Hits, un álbum recopilatorio de sus más grandes éxitos que logró vender un millón de copias en EE. UU.. Años más tarde, Carey declaró que creía que el fracaso de la película se debió en gran medida a que la fecha de lanzamiento fue el mismo día que los ataques terroristas. Dijo: "Esto es lo que mucha gente no sabe, esa película se estrenó el 11 de septiembre de 2001, ¿podría haber un peor día para que saliera?... Ni siquiera sé si mucha gente incluso la vio".
En enero de 2002, EMI, propietaria de Virgin, decidió romper el contrato de Carey debido a que las ventas de poco más de dos millones de copias del álbum Glitter no recuperaban la gran inversión. Al mes siguiente, las dos partes llegaron a un acuerdo para rescindir el contrato y la artista recibió 28 millones de dólares como compensación. Carey conservó el pago de 21 millones de dólares por el álbum, por lo que el total de ingresos de su relación con Virgin ascendió a US$ 49 millones en los meses que duró la relación comercial. Pero Carey no estaría mucho tiempo sin discográfica, ya que pocos meses después firmaría con Universal que trataba de contratarla desde hacía algún tiempo.
En junio de 2002, Carey fundó MonarC Music, su propia compañía, bajo la tutela de Island Records. Con unas premisas mucho más modestas, la cantante publicó su noveno álbum de estudio, Charmbracelet, en diciembre del mismo año, bajo el nuevo sello, con el que intentó volver a situarse en el panorama internacional. Las ventas de este álbum fueron una mejora en comparación con las de Glitter, no obstante, tuvo éxito moderado y Carey no pudo colocar un hit con el álbum. Charmbracelet alcanzó el número tres en el Billboard 200, pero desapareció rápidamente de las listas de discos más vendidos. "Through the Rain", el primer sencillo, llegó al número cinco en Canadá y al número ocho en Reino Unido, no obstante, en Estados Unidos fue un fracaso comercial para la artista, logrando solamente llegar al número 81 del Billboard Hot 100. Los dos siguientes sencillos, "Boy (I Need You)" y "Bringin' On the Heartbreak" no lograron entrar al Hot 100 ni a las listas de las canciones más exitosas, tampoco ayudaron a remontar las ventas del álbum, que ha vendido en total 1,2 millones de copias en EE. UU. Por otro lado, Charmbracelet obtuvo opiniones mixtas de los críticos, algunos consideraron que las canciones no eran audaces ni memorables y que la voz de Carey no estaba en las mejores condiciones. En junio de 2003, Carey se embarcó en la gira Charmbracelet Tour, con la que se presentó en varias ciudades de Asia, Norteamérica y Europa, finalizando en febrero de 2004.
Su conceptualidad, su carácter íntimo y personal y el cambio en la técnica vocal de la cantante, son los motivos que algunos consideran por los que Charmbracelet no consiguió las expectativas previstas.

### 2005-2007: Resurgimiento conThe Emancipation of Mimi
Un año más tarde y después de conocer el fracaso; con una mayor distribución, una nueva imagen más limpia y un regreso a sus raíces, llega The Emancipation of Mimi, lanzado el 12 de abril de 2005 que la llevó de nuevo al número 1 de la lista de los álbumes más vendidos en los Estados Unidos.

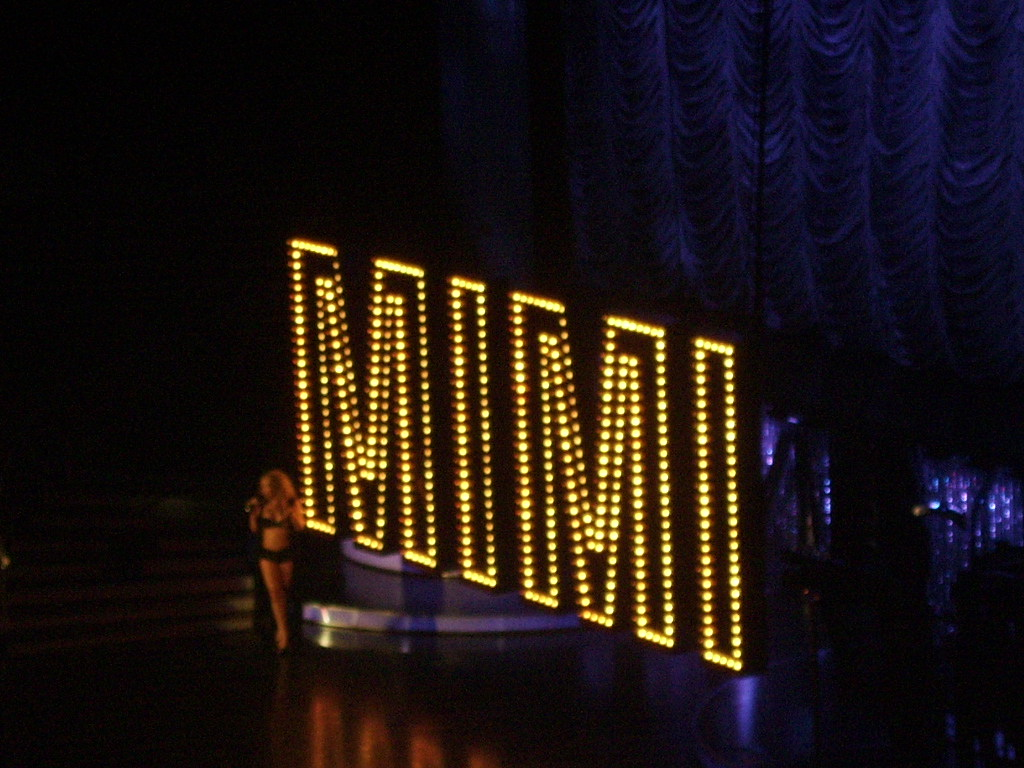
Mimi, como es conocida la artista en aquella época, durante su The Adventures of Mimi Tour.

En enero lanza "It's Like That", sencillo que le ayudó a recuperar su éxito, pero que fue sólo un aperitivo de lo que estaba por llegar.
En abril de 2005 consigue el tan ansiado decimosexto número 1 con el sencillo "We Belong Together", después de 5 años de no colocar un tema en el primer puesto de las listas en los Estados Unidos. Esta canción fue un éxito rotundo especialmente en dicho país, donde permaneció 14 semanas en lo más alto de la lista de sencillos y se convirtió en la canción más radiada de la historia, por encima de Hollaback Girl de Gwen Stefani; también fue número 2 en el Reino Unido, además de ser número 1 en Australia.
En julio, lanza el tercer sencillo de su "Emancipación": "Shake It Off", que se mantuvo en el número 2 en los Estados Unidos por 6 semanas, por detrás de "We Belong Together", convirtiéndose en la única artista femenina que ha conseguido colocar al mismo tiempo dos canciones distintas en los puestos 1 y 2 respectivamente.

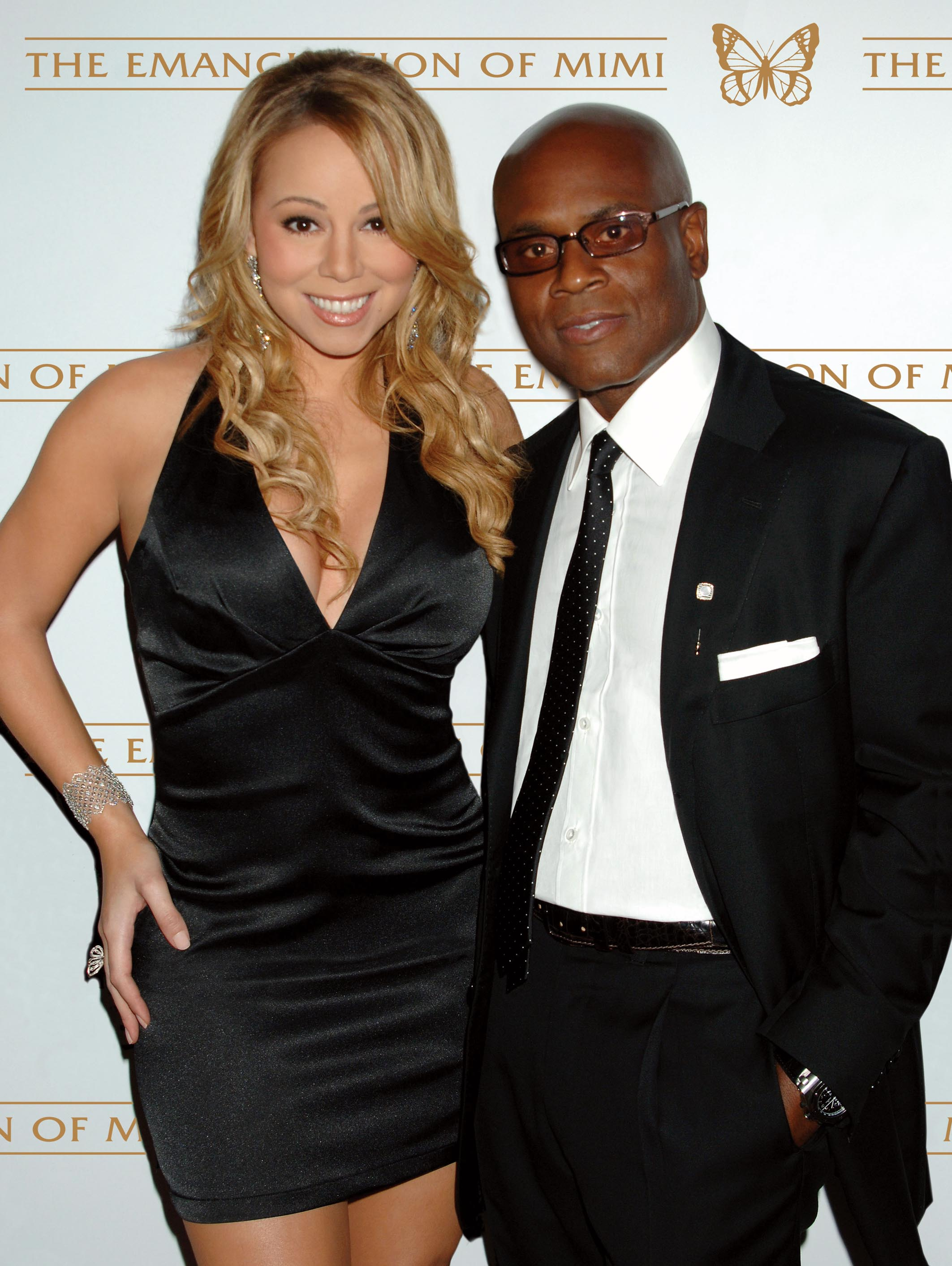
Carey junto a L.A. Reid en un acto promocional de The Emancipation of Mimi en 2005.

En octubre de 2005, Sony Music, decide reeditar Greatest Hits en el Reino Unido, llegando al número 7 y vendiendo más de medio millón de copias en 3 meses (es certificado doble platino). Estas ventas, unidas a las de The Emancipation of Mimi, hacen que la artista sobrepasara el millón de copias vendidas, y se colocara en el #2 en ventas en el Reino Unido en el año 2005.
En los Estados Unidos, Columbia Records reeditó Merry Christmas a finales de octubre, en una edición especial DualDisc (CD+DVD, incluyendo un remix inédito).
En noviembre de 2005, Island Def Jam lanza la reedición de The Emancipation of Mimi, con 4 canciones nuevas y un DVD, hecho que consigue remontar de nuevo el compacto, para que finalmente acabe 2005 con 5 millones de discos vendidos en los Estados Unidos, convirtiéndose contra todo pronóstico en el disco más vendido de ese año en la nación.
El 8 de diciembre, se dan a conocer las candidaturas a los Grammy 2006, a los que Carey consigue optar en 8 categorías. El 22 de diciembre, consigue, con Don't Forget About Us, su decimoséptimo número 1 en los Estados Unidos, y con ello empata con Elvis Presley en el segundo lugar de artistas con más números uno (por detrás de The Beatles, con 20).
El 8 de febrero de 2006 se celebra la ceremonia de los Grammy, donde Carey consigue tres premios, en las categorías de Mejor Vocalista Femenina de R&B, Mejor Canción de R&B (por "We Belong Together") y Mejor Álbum de R&B Contemporáneo por (The Emancipation of Mimi).
Durante el verano de 2006 se embarca en una nueva y exitosa gira mundial, The Adventures Of Mimi, que se convierte en uno de los tours más exitosos del año logrando excelentes críticas.
Para 2007, Carey consigue dos nominaciones más al Grammy, por Mejor Canción de R&B y Mejor Interpretación Vocal Femenina de R&B por "Don't Forget About Us".
Durante 2007 se ha podido escuchar a Carey en colaboraciones, tanto con el solista Twista, como con los raperos del grupo Bone Thugs N Harmony en el tema "Lil' L.O.V.E." en el cual también colaboran artistas como Jermaine Dupri y Bow Wow.
A finales de septiembre de 2007, lanzó su perfume debut, M by Mariah Carey, bajo la firma Elizabeth Arden, que ha cosechado buenas críticas entre los expertos y fue nominada a un premio Fifi.
El 16 de noviembre de 2007 se publicó el álbum de Aretha Franklin Jewels In The Crown: Duets With The Queen Of Soul y en él se puede oír la canción "Chain of Fools" a dúo con Mariah Carey.
El 19 de noviembre del mismo año, salió al mercado el DVD de la gira de The Adventures of Mimi. Este DVD Doble es el primer concierto que saca desde Around The World (1999) y además del concierto grabado en Anheim, California, incluye un documental del tour, un karaoke y un corto, Lovers And Haters, dirigido por Spike Lee, en el que Mariah refleja las dos caras de la gente que la ama y que la odia. La labor de producción del DVD ha corrido a cargo de Ken Ehrlich, bajo la compañía Live Nation.

### 2008-2011:E=MC²,Memoirs Of An Imperfect Angel,Merry Christmas II You, veinte años de carrera y primer embarazo
Carey se pasó todo 2007 trabajando en su nuevo álbum que prometía un gran éxito. Después de tanta espera por fin se publica el primer sencillo en febrero de 2008 "Touch My Body" que alcanzó el número uno en Estados Unidos en la lista Billboard Hot 100 en la semana del 2 de abril de 2008 con 286.000 descargas digitales en su primera semana de disponibilidad en este formato. Esa suma supera las 277.000 descargas con las que su compañera de sello, Rihanna, mantenía el récord con su éxito "Umbrella".

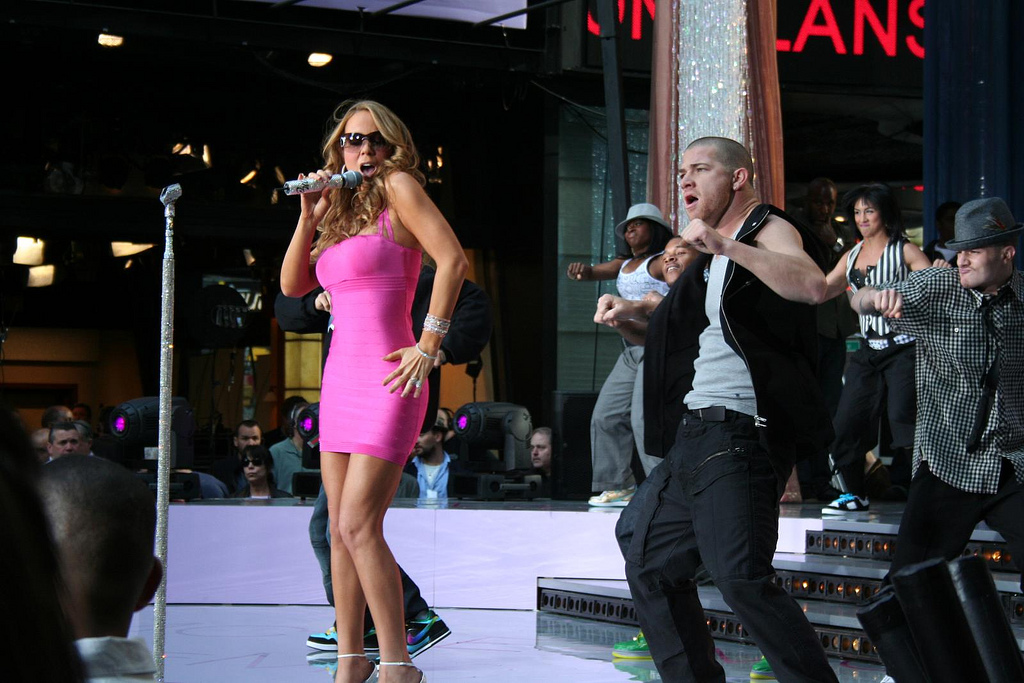
Carey interpretando su sencillo "Touch My Body" en 2008.

"Touch My Body" se convirtió en el décimo octavo número uno de la Diva en el Hot 100, convirtiendo a Carey en la artista solista con más sencillos número uno en dicha lista ya que superó a Elvis Presley que mantenía el récord con 17, y en disposición de superar a The Beatles que tienen 20 números unos.
El 15 de abril de 2008, salió a la venta su 11.º álbum de estudio, E=MC², debutando en el N.º 1 de las listas norteamericanas y top 10 en más de 15 países. En su primera semana en el mercado, el disco vendió 463.000 copias en los Estados Unidos siendo de esta forma el debut comercial más exitoso de su carrera. En solo 2 semanas ya se encontraba en el 3.º puesto como el disco más vendido de 2008, y lleva 1.100.000 copias vendidas en los Estados Unidos, con un total de casi 2 millones en todo el mundo.
Su película Tennessee se estrenó en la primavera de 2008, en la que ya fue premiada como mejor actriz en un festival de cine estadounidense.

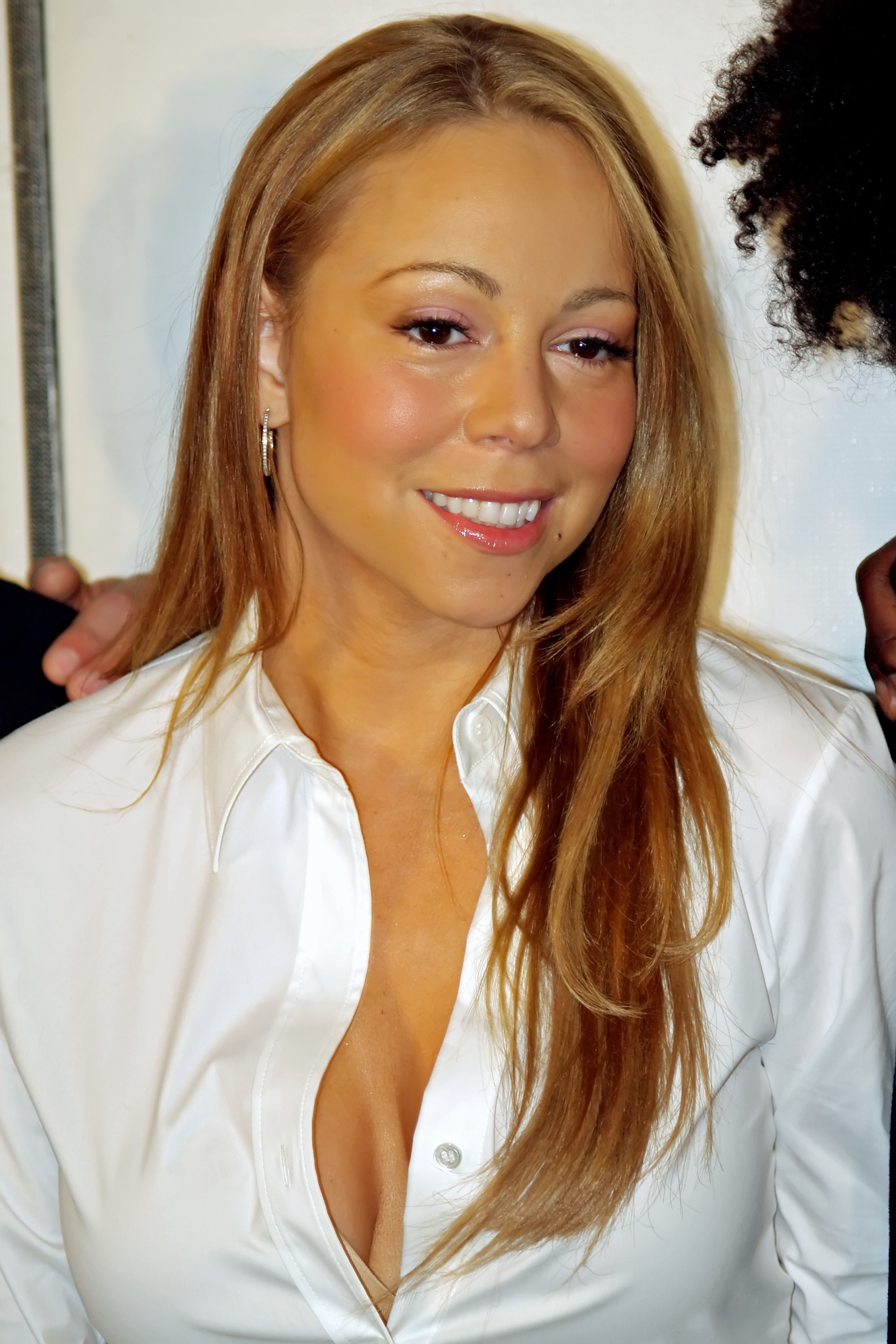
La cantante en la presentación de su película Tennessee en el Festival de cine de Tribeca 2008.

El segundo sencillo de E=MC2 fue "Bye Bye" lanzado el 14 de abril y que careció de promoción y sólo llegó al número 19 de Billboard. El 1 de julio "I'll Be Lovin' U Long Time" fue lanzado como tercer sencillo en los Estados Unidos mientras que en Japón fue lanzado a mediados de junio. El 28 de octubre fue lanzado y añadido el cuarto sencillo de Mariah "I Stay In Love" a las radios norteamericanas; el vídeo fue producido y dirigido por su esposo el rapero Nick Cannon, filmado en Las Vegas en el club nocturno "The Bank (Bellagio)"
A principios de 2009 el cantautor y productor de The-Dream, anunció que él y Mariah Carey ya habían comenzado a trabajar en su próximo álbum de estudio; señaló que básicamente estaban tratando de hacer un "álbum de grandes éxitos, sin recurrir a sus grandes éxitos".
Carey escribió en su Twitter que estaba trabajando en Miami con James "Big Jim" Wright y Christopher "Tricky" Stewart, con quienes ya había terminado dos canciones. Ese mismo mes los productores Brian Michael Cox y Jermaine Dupri anunciaron a través de Twitter que junto a Carey habían creado una canción llamada "100%", que además de ser incluida en su nuevo álbum, también será el tema principal de la película "Precious", en la que Carey también actúa. En mayo de 2009, Carey reveló en Twitter que próximamente se reunirá en el estudio con el productor Timbaland. Por otra parte, el periódico New York Post reportó que Carey pretendía grabar una versión de la canción "I Want to Know What Love Is" de la banda Foreigner, para su nuevo álbum.
El día miércoles 20 de mayo, Mariah Carey anunció a través de Twitter el título del nuevo álbum: Memoirs of an Imperfect Angel. Un álbum muy personal como ella lo expresó. El mismo día, Antonio L.A. Reid tocó una canción titulada "Hate U" en un evento de la compañía Island Def Jam. El 9 de junio Mariah Carey anunció a través de Twitter que el primer sencillo de su nuevo álbum se llamará "Obsessed" y que iba a estar disponible en las radios desde el 16 del mismo mes.
Island Def Jam anunció que el nuevo material de Mariah estaría en las tiendas el día 25 de agosto. Debido a que el álbum no estaba terminado, este sufrió dos retrasos, el primero para el 15 de septiembre y saldría a la venta el día 29 de septiembre de 2009. Mientras tanto su nuevo sencillo "Obsessed" estaba ya a la venta (de manera digital) desde el 7 de julio.
El vídeo fue dirigido por Brett Ratner, siendo el séptimo vídeo en el que colabora con Mariah. Previamente colaboró en "I Still Believe" (1998), "Heartbreaker" (1999), "Thank God I Found You" (2000), "It's Like That" (2005), "We Belong Together" (2005) y "Touch My Body" (2008).

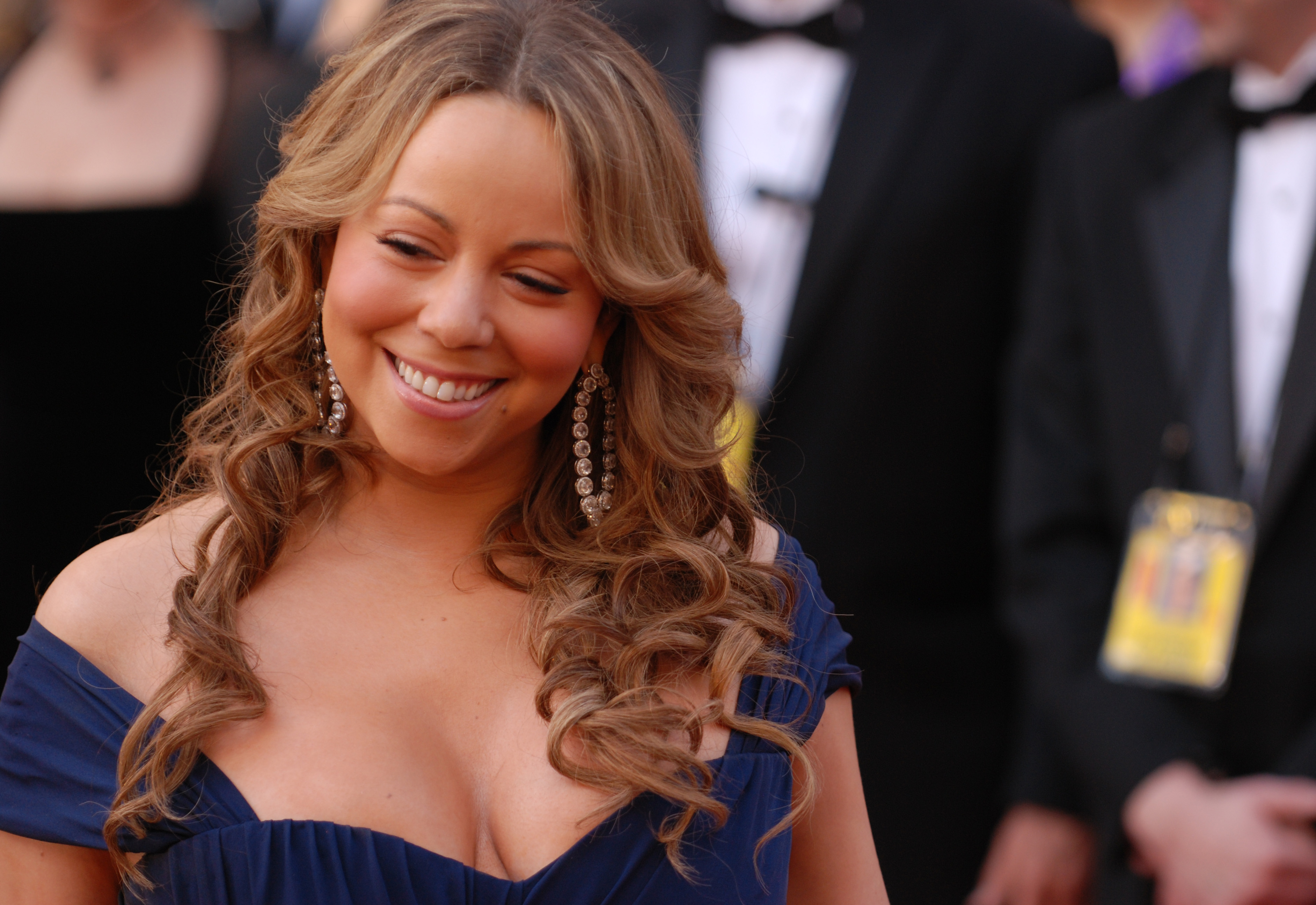
Carey en la 82° entrega de los Premios de la Academia, el 7 de marzo de 2010.

El 31 de diciembre de 2009, Mariah inicia su gira Angel's Advocate, terminando la misma en septiembre de 2010, la cual fue una de las más lucrativas de la temporada, semanas más tarde es presentada como la voz oficial de los Juegos Olímpicos de Invierno 2010 y saca un sencillo titulado 100%, también en este mismo período saca dos sencillos más titulados Up Out My Face y Angel's cry, los cuales han tenido un moderado éxito en las listas estadounidenses.
En el 2010 Mariah ha tenido muchas presentaciones como en los Annual Academy Awards, los Palms Spring Festival en el cual le fue entregado un premio a la Mejor Actriz de Reparto por su película Precious.

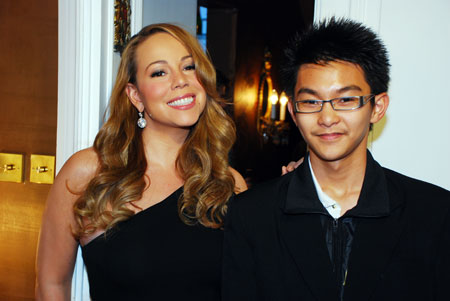
Carey y Vance Tan durante el sencillo de Hill Zaini "Stay In The Middle" en Notting Hill, Londres.

Además de lanzar su nueva colección de perfumes llamada "Lollipop Bling" en los que se encuentran Honey, Ribbon y Mine Again la cual ha tenido éxito en ventas.
Mariah con su decimosexto número uno llamado "We Belong Together" sigue apareciendo en la lista de las canciones con público de audiencia más alto (25 de junio de 2010), 212.100.000, 9 de julio de 2005 fue la semana que estuvo en la cúspide.
También Mariah Carey, se unió a la lista de estrellas que brindaron sus voces para el tema de caridad para recaudar fondos para las víctimas haitianas.
A finales de octubre de 2010, anunció su embarazo tras meses de especulación. En noviembre de 2010 salió a la venta su segundo disco de Navidad, titulado Merry Christmas II You. En España salió a la venta el 15 de noviembre de 2010.
El 30 de abril de 2011 dio a luz a sus hijos. Los hijos de Mariah Carey se llaman Moroccan Scott Cannon y Monroe Cannon. El hijo de Mariah Carey, Moroccan Scott, se llama así porque la petición de mano fue en la sala de estar de su casa en los Ángeles que es de estilo marroquí y porque Scott es el segundo nombre de su esposo. La niña se llama Monroe porque Marilyn Monroe fue una gran inspiración para Mariah Carey. Y la niña no tiene segundo nombre porque la madre tampoco lo tiene.
El 24 de agosto de 2011, la revista People confirmó que Mariah participaría en la edición norteamericana de The X Factor como mentora, invitada personalmente por Simon Cowell. A principios de octubre de 2011 se confirmó que Mariah Carey colaboraría en el disco de Navidad de Justin Bieber, haciendo un dueto de su propio clásico navideño, "All I Want For Christmas Is You".

### 2012-2014: Regreso a la escena musical y fichaje por American Idol,Me... I Am Mariah: The Elusive Chanteuse
El 21 de julio de 2012, Mariah Carey anunció a través de su cuenta de Twitter, que a comienzos de agosto de ese mismo año lanzaría su nuevo sencillo, «Triumphant (Get 'Em)», un tema movido que cuenta con la colaboración de los raperos Rick Ross y Meek Mill. El 23 de julio confirmó personalmente que sería jurado en la duodécima edición de American Idol, que comenzó sus emisiones en enero de 2013. El 6 de febrero de 2013, Disney, a través de un comunicado de prensa, informó que Mariah Carey sería la encargada de realizar la banda sonora de Oz, un mundo de fantasía. La canción "Almost Home" salió a la venta el 19 de febrero de 2013, unos meses antes del lanzamiento del primer sencillo de su nuevo disco, #Beautiful, que contó con la participación del cantante Miguel.
A pesar de que el disco estaba previsto para el 23 de julio de 2013, el mismo fue pospuesto indefinidamente. Mientras grababan el videoclip del remix de #Beautiful, Mariah Carey sufrió un grave accidente de hombro el 8 de julio de 2013, obligándola a paralizar la promoción de su nuevo trabajo, presumiblemente hasta comienzos de 2014. El 7 de octubre de 2013 se confirmó oficialmente que Mariah Carey habría contratado a su colaborador de toda la vida, Jermaine Dupri, como nuevo representante de la artista. En noviembre de 2013 sale el segundo sencillo de su nuevo disco, llamado "The Art Of Letting Go", y en febrero de 2014 sale «You're Mine (Eternal)», como tercer sencillo del disco, llamado "Me... I Am Mariah, The Elusive Chanteuse", previsto finalmente para el 27 de mayo de 2014.
Carey en diciembre de 2014 inició un espectáculo anual navideño denominado All I Want for Christmas Is You: A Night of Joy and Festivity. Se trata de la primera residencia de conciertos de la cantante, desarrollada en el Beacon Theater, cuya capacidad es de más de 2000 asientos, de Nueva York.

### 2015-2017:#1 To Infinityy nueva gira mundial
El 15 de enero, Carey anunció que iba a hacer una residencia en The Colosseum del Hotel Caesars Palace en Las Vegas. Ella confirmó el acuerdo para su residencia en una entrevista para The Ellen DeGeneres Show. Hablando sobre la residencia, Carey dijo "Voy a hacer mi primera residencia en Vegas en el Caesars. Este es un evento especial para mí. Y de nuevo, espero que los fanes disfruten esto porque voy a cantar, algo inspirado en mi disco #1's y esto es una versión actualizada con los dieciocho números uno. Afortunadamente otra gente disfrutará de esto. Nunca lo he hecho antes". Más tarde comentó, "Es un nuevo capítulo para mi y estoy muy emocionada con ello". Coincidiendo con su residencia, Carey publicó #1 To Infinity, un recopilatorio de sus grandes éxitos que incluyó los 18 números uno de la lista Billboard Hot 100. Salió a la venta el 18 de mayo de 2015 y se añadió una nueva canción, Infinity. El estreno de la canción y el videoclip dirigido por Brett Ratner se produjo el 27 de abril. #1 To Infinity será su primer disco para Epic Records, discográfica perteneciente a Sony Music Entertainment con la que firmó en febrero de 2015 tras abandonar Universal Music Group en enero, significando que fue el primer álbum de Carey desde su séptimo álbum Rainbow en lanzarse con Sony. En la primavera del 2016 comenzó una gira internacional que abarcaría países de Europa, África y Norteamérica, al que llamaría "Sweet Sweet Fantasy Tour". El mismo fue el primer tour en Europa desde 2003 para la artista, recibiendo críticas generalmente positivas y un porcentaje muy bueno de ventas con bastantes noches alcanzando un 100% de asistencia. Se prolongó hasta finalizar en el otoño siendo los últimos shows en Hawái, en noviembre. Adicionalmente, la artista realizó una colaboración para la banda sonora de la serie Empire, el cual recibió el nombre de "Infamous" y cuya fecha de lanzamiento fue el 30 de septiembre.
En la noche del 31 de diciembre de 2016 al 1 de enero de 2017, durante las celebraciones de Año Nuevo, su actuación en Times Square (Nueva York) sufrió variadas y fuertes críticas al suscitarse un problema técnico en los monitores auditivos causando que el overplay fallara y que Carey no pudiese escuchar la música ni su propia voz.
Carey presentó en febrero de 2017 el sencillo "I Don't" junto al rapero YG. La residencia "#1 to Infinity" finalizó en Las Vegas en julio de 2017 y ese mismo mes se embarcó como co-artista principal en la gira "All The Hits Tour" junto a Lionel Richie entre julio y septiembre de ese año.
Carey fue invitada de nuevo al especial de Año Nuevo en Times Square, celebrado el 31 de diciembre de 2017, donde interpretó en vivo los temas Vision Of Love y Hero logrando así enmendar el error que cometió en su anterior presentación en 2016. Algunos críticos lo consideraron como una de las mejores redenciones televisivas.

### 2018-2020:Cautiony nueva residencia
A finales de 2017, Carey empieza a grabar su próximo álbum de estudio, y al año siguiente, Carey firma con Roc Nation Entertainment y llegaron a un acuerdo para lo que será su siguiente residencia en Las Vegas, titulado "The Butterfly Returns" iniciado en julio de 2018. Durante la residencia, Carey anunció en agosto de ese año el lanzamiento de su decimoquinto álbum de estudio. El primer sencillo promocional "GTFO" fue lanzado en septiembre de 2018, y llega al top 20 en Hungría y al top 30 en Rusia. En octubre de ese año, fue lanzado el primer sencillo oficial del álbum "With You", llegando al top 10 en Hungría. El álbum, titulado Caution fue lanzado el 16 de noviembre de 2018, llegando al número 1 en Taiwán, al número 5 en los Estados Unidos y al top 20 en Australia, Canadá y España. Ese mismo mes anunció una nueva gira mundial en promoción de su nuevo álbum, Caution World Tour, en el cual recorrería varias ciudades de Estados Unidos y Canadá, así también como varios países de Europa. El 24 de diciembre de 2018 la cantante consiguió batir el récord de escuchas en un solo día, con su canción "All I Want For Christmas Is You", la cual alcanzó más 10,8 millones de reproducciones.
El segundo sencillo de Caution, llamado "A No No" fue lanzado el 4 de marzo de 2019 (anteriormente fue lanzado como sencillo promocional en noviembre de 2018); y se lanzaron remixes para la canción. La primera fue con Stefflon Don lanzado en marzo y la segunda fue con Shawni, lanzado en abril. En mayo de 2019, Carey recibe el "Icon Award" (Premio Ícono) durante los Billboard Music Awards de 2019 e interpreta un medley de sus grandes éxitos. En agosto de 2019, luego de finalizar la gira Caution World Tour, se confirmó que Carey escribió y grabó el tema principal de la serie "Mixed-ish" de la cadena de televisión estadounidense ABC. La canción, titulada "In The Mix", fue lanzado el 17 de septiembre de 2019, y logra llegar al top 20 en Hungría.
El 1 de noviembre de 2019, Carey relanza Merry Christmas como parte de la celebración del vigesimoquinto aniversario del álbum, en el cual contiene un Dual-Disc que incluye en el primer disco el álbum original y en el segundo disco varios tracks en vivo de su actuación en la Catedral St. John the Divine de 1994, algunos tracks de Merry Christmas II You, bonus track adicionales, remixes y una nueva rendición de "Sugar Plum Fairy Introlude". 25 años después de su lanzamiento, "All I Want for Christmas Is You" llega al número 1 en el Billboard Hot 100 en diciembre de 2019, siendo su decimonoveno número 1 en la lista y a su vez extendiendo su récord con la artista solista con más sencillos número uno en el Hot 100. Dicha canción permaneció en el número 1 desde diciembre de 2019 hasta enero de 2020, significando que Carey se convierte en la primera artista en la historia en llegar al número 1 en el Hot 100 en cuatro diferentes décadas desde su debut en 1990.

## Arte e influencias
Carey ha dicho que desde su infancia estuvo influenciada por músicos R&B y Soul como Billie Holiday, Sarah Vaughan, Gladys Knight, Aretha Franklin, Al Green y Stevie Wonder. Su música contiene fuertes influencias góspel por lo que también vale destacar a sus cantante de góspel favoritos entre los que destacan The Clark Sisters, Shirley Caesar y Edwin Hawkins. Cuando Carey comenzó a incorporar sonidos hip hop a su material, surgió la especulación de que estaba aprovechando la popularidad del género; pero en una entrevista con la revista Newsweek dijo: "La gente simplemente no entiende, yo me crié con esa música". También expresó su reconocimiento por raperos como The Sugarhill Gang, Eric B. & Rakim, los Wu-Tang Clan, The Notorious B.I.G. y Mobb Deep, este último colaboró en el sencillo de Carey "The Roof" (1998).
Se ha comparado a Carey con Whitney Houston por su voz, su estilo musical y su nivel de éxito. Garry Mulholland las llamó "las princesas de wails" por sus virtuosas voces y sus canciones de amor orientadas a un público de pop más maduro. Pero a fines de la década de los noventa Carey comenzó a usar ropa reveladora, lo que marcó una etapa de transición en su carrera y la alejó de esa imagen.

## Obra

### Tipo de voz
Carey posee un registro vocal de soprano y abarca cinco octavas. con habilidad para llegar a notas de la 7.ª octava. Ocupó el primer lugar en MTV de 2003 y cuenta regresiva de la revista Blender de las 22 mejores voces en la música, según lo votado por los fanes y lectores en una encuesta en línea. Ella también obtuvo el segundo lugar en la lista de Cove revista de "Los 100 vocalistas pop excepcional". En cuanto a su voz, Carey ha dicho:

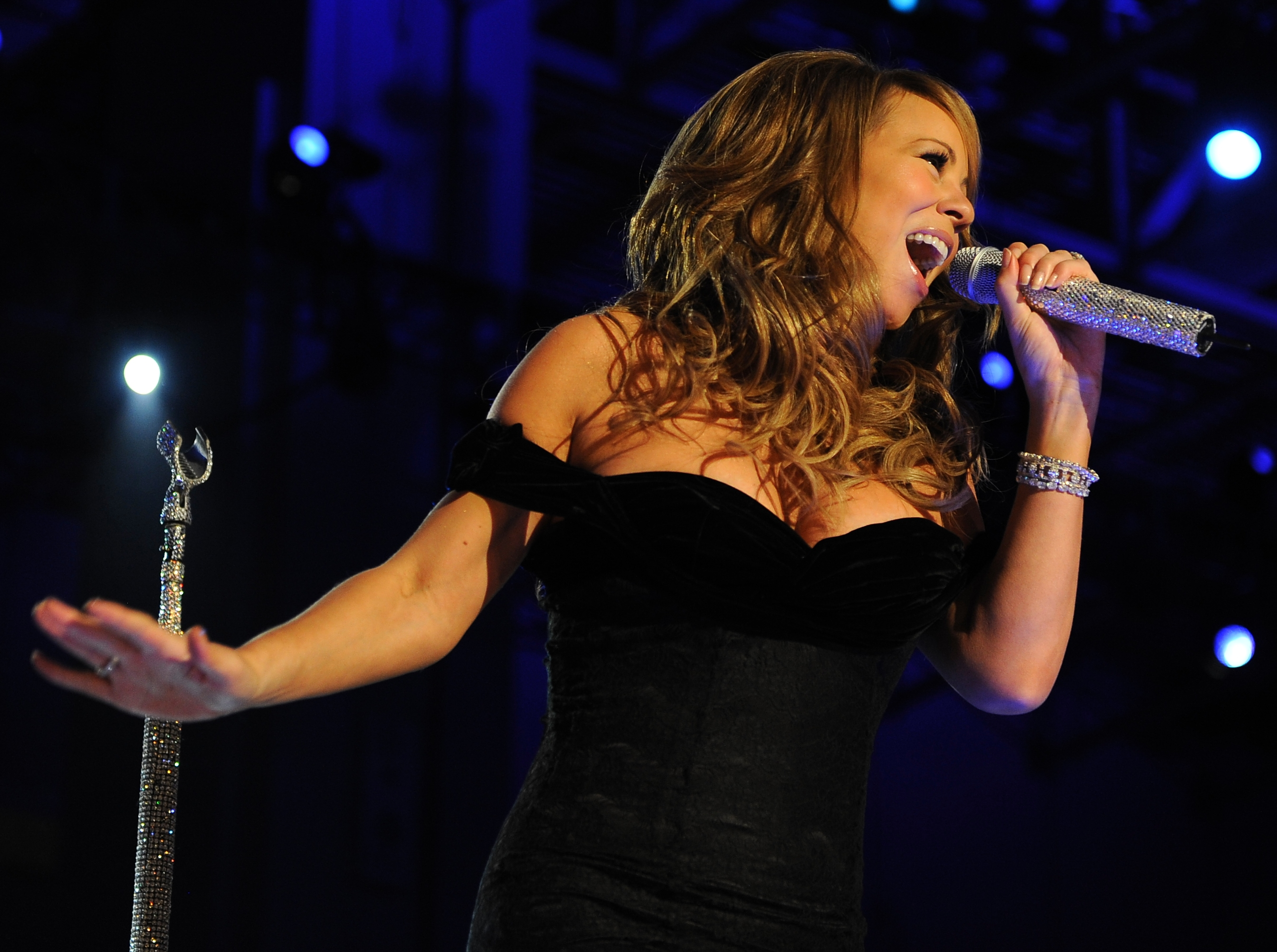
Carey durante un concierto en Washington D. C., el 20 de enero de 2009.

"Tengo nódulos en mis cuerdas vocales. Mi madre dice que los he tenido desde que era niña. Es por eso que tengo el registro alto y el registro de belts y todavía puedo ser ronca. La única cosa que realmente afecta mi voz es el sueño. A veces, si estoy agotada, no puedo dar la nota muy alta. Mis médicos me mostraron mis cuerdas vocales y por eso puedo dar las notas altas. Es una parte de la médula que no muchas personas usan-la parte superior. Mi voz natural es baja. Tengo una voz ronca. Soy realmente más que una contralto. Pero mi voz aireada puede ser alto si estoy descansada. [...] Cuando yo era pequeña, me gustaba hablar en este susurro muy alto, y mi madre decía algo como, "No seas ridícula". Pensé que si puedo hablar así, también puedo cantar así. Así que empecé a [ella sube y sube y sube] acabando de jugar un poco con ella. Así que practiqué y practiqué, y ella decía algo como, "Te vas a hacer daño." Yo le decía, no hace daño. Si yo fuera a tratar de dar belts de dos octavas más bajo sería una tensión"."
En cuanto a su tipo de voz, Carey dijo que ella es alto, mientras que el barítono francés-estadounidense y profesor de canto en el Conservatorio de París, Malcolm Walker afirma que ella es soprano, "porque el registro superior es mucho más saludable que el registro más bajo." Sin embargo, dentro de las formas contemporáneas de la música, los cantantes son clasificados por el estilo de música que cantan. Actualmente no hay ningún sistema de voz autorizada dentro de la clasificación fuera de la música clásica. Se han hecho intentos de adoptar clásicos términos de tipo de voz a otras formas de cantar, pero ellos son controvertidos, porque el desarrollo de las categorizaciones de voz clásica se hicieron con el entendimiento de que la cantante podría amplificar su voz con sus resonadores naturales, sin micrófono.
La voz de Carey ha sido descrita como "rica y ronca" en el registro más bajo - algo "distendido" en sus partes más bajas, "redondeada" y "caliente" o "entrecortada "y" delgado "en el registro medio, con un "puro" y completo "registro de bandas" que "funciona muy bien" y una "fácil" voz de cabeza, que es "su voz verdadera". Carey también posee un "registro de silbido". En una entrevista con la cantante, Ron Givens de la revista Entertainment Weekly lo describió así: "En un solo golpe breve, se le parece a chillar y rugir a la vez: registro de silbido".

### Influencias
En varias oportunidades ella ha citado a Minnie Riperton como su mayor influencia en cuanto a técnica vocal y ha declarado que desde pequeña trataba de imitar las altas notas de Riperton y que así logró ampliar su gama vocal. Sin embargo, destaca también por su dominio en afinación microtonal, también llamada "postafinación pitagórica", usando los cuartos de tono con una natural y magistral destreza y precisión en pasajes de dificultad inverosímil, como puede comprobarse en su LP The Emancipation of Mimi. En 2003 su voz ocupó el primer lugar en MTV en la cuenta regresiva de las 22 mejores voces de la música, en una encuesta en línea. Dejando atrás a otras cantantes como Whitney Houston, Christina Aguilera, Aretha Franklin y Patti Labelle. Después de ver los resultados Mariah dijo que "lo que realmente significa es que soy la voz de la generación de MTV y que por supuesto es un enorme elogio, pero yo no siento lo mismo".

### Sus influencias
Entre los artistas de hip hop, pop y R&B que la citan como influencia, están Aneeka, Ariana Grande, Britney Spears, Beyoncé, Katy Perry, Lady Gaga, Bridgit Mendler, Christina Aguilera, Jessica Simpson, Rihanna, Grimes, Kelly Clarkson, Nelly Furtado, Bonnie McKee, Leona Lewis, Brandy Norwood, Pink, Mary J. Blige, Melanie Fiona, Missy Elliott, Sam Smith, Hikaru Utada, Regine Velasquez, Sarah Geronimo, Charice Jordin Sparks, Justin Bieber y Jessica Sanchez.
De acuerdo a Stevie Wonder, "Cuando la gente habla de los grandes cantantes influyentes, se habla de Aretha, Whitney y Mariah. Eso es un testimonio de su talento. Su rango es increíble." Beyoncé da crédito al canto de Carey y su canción "Vision of Love" la influyó en ella para practicar los "corrimientos" vocales como un niño, así como ayudarla a seguir una carrera como música. Rihanna ha afirmado que Carey ha tenido gran influencia y ser su ídolo. Christina Aguilera Philip Brasor, editor de The Japan Times, expresó cómo el estilo vocal y melismático de Carey incluso influyó en cantantes asiáticos. Él escribió que la cantante japonesa Utada Hikaru "cantó lo que escuchó, desde el diafragma y con su propia visión sobre el tipo de melisma que se convirtió de rigor en pop estadounidense después del ascenso de Mariah Carey."
En un artículo titulado "hacia fuera con Mariah Melisma, de Kesha", el escritor David Browne del The New York Times discute cómo el estilo pop ubicuo melisma de repente perdió en favor de la ahora omnipresente auto-tune en el que el primero fue muy popularizado por la talla de Mariah Carey y de Whitney Houston. Browne comentó "Pero a partir de hace dos décadas, el melisma superó de una manera que no lo había hecho antes. El debut de Mariah Carey golpeó a partir de 1990," Vision of Love ", seguido dos años más tarde por la versión de Whitney Houston de "I Will Always Love You , "poner el listón increíblemente alto para las notas se extendía más fuerte, más largo y golpeando, que la mayoría de los fans del pop había oído alguna vez." Browne añadió "Una generación posterior de los cantantes, incluyendo Aguilera, Jennifer Hudson y Beyoncé, construyeron sus carreras alrededor de melisma (hombres como Brian McKnight y Tyrese también se entregaron a él, pero las mujeres tienden a dominar el formulario)."

## Cine
Carey debutó en el cine en 1999 en la comedia romántica The Bachelor (El soltero o Se busca novia), protagonizada por Chris O'Donnell y Renée Zellweger, donde desempeñó el papel de una cantante de ópera, aunque no tuvo ningún reconocimiento. A esta presentación le siguió Glitter (Glitter, todo lo que brilla o El brillo de una estrella), de 2001, donde interpretó el papel principal del filme. Resultó ser un gran fracaso de crítica y público;[cita requerida] por su actuación recibió un premio Razzie como "peor actriz principal". En 2002 apareció junto con Mira Sorvino y Melora Walters en la película independiente de acción WiseGirls (Atrapadas por la mafia), de David Anspaugh, la cual fue estrenada en el Festival de Cine de Sundance. En enero de ese año, la cantante participó en un episodio de la serie televisiva Ally McBeal.
También hizo apariciones de cameo en películas de Damon Dash como Death of a Dynasty en 2003 y State Property 2 en 2005. En 2008 se interpretó a sí misma en la comedia You Don't Mess with the Zohan (Zohan, licencia para peinar o No te metas con Zohan) de Adam Sandler. En ese mismo año, actuó en el largometraje Tennessee, donde interpretó a una aspirante a cantante. La película recibió críticas variadas, aunque la actuación de Carey fue bien recibida por la crítica especializada. En 2009 actuó en el drama Precious (Preciosa), película basada en la novela Push de Sapphire publicada en 1996, donde desempeñó el papel de la señorita Weiss, una asistente social. Allí trabajó junto a Gabourey Sidibe, Mo'nique, Paula Patton y Lenny Kravitz. El filme recibió críticas muy positivas, al igual que la interpretación de la cantante. La revista Variety describió su actuación como "casi perfecta".

### Filmografía
| Cine       | Cine                          | Cine                    | Cine                                                          |
| Año        | Película                      | Papel                   | Notas                                                         |
| ---------- | ----------------------------- | ----------------------- | ------------------------------------------------------------- |
| 1999       | The Bachelor                  | Ilana                   |                                                               |
| 2001       | Glitter                       | Billie Frank            | Primer papel protagonista                                     |
| 2002       | WiseGirls                     | Raychel                 |                                                               |
| 2003       | Death of a Dynasty            | Ella misma              | Cameo                                                         |
| 2005       | State Property 2              | Mujer en la boda        | Cameo                                                         |
| 2008       | You Don't Mess with the Zohan | Ella misma              | Cameo                                                         |
| 2009       | Tennessee                     | Krystal                 |                                                               |
| 2009       | Precious                      | Weiss                   | Nominada al Premio del Sindicato de Actores.                  |
| 2013       | The Butler                    | Hattie Pearl            | Nominada al Premio del Sindicato de Actores al mejor reparto. |
| 2015       | Una melodía navideña          | Melissa McKean-Atkinson |                                                               |
| Televisión |                               |                         |                                                               |
| Año        | Programa                      | Papel                   | Notas                                                         |
| 2002       | Ally McBeal                   | Candy Cushnip           | Episodio: "Playing with Matches"                              |
| 2003       | The Proud Family              | Ella misma              | Voz                                                           |
| 2013       | American Idol                 | Ella misma              | Jueza                                                         |

## Vida personal
Mariah se casó con el productor musical Tommy Mottola en 1993. Carey solicitó el divorcio a Mottola en 1997, el cual finalizó en 1998.
En el 2008, Carey contrajo matrimonio por segunda vez con Nick Cannon, tienen una pareja de mellizos llamados Monroe y Moroccan Scott nacidos en 2011.
En 2015, Carey comenzó a salir con el multimillonario australiano James Packer y, el 21 de enero de 2016, anunció que estaban comprometidos. Sin embargo, para octubre habían cancelado el compromiso. En octubre de 2016, comenzó a salir con el coreógrafo estadounidense Bryan Tanaka.
En agosto de 2024, Carey informó que su madre Patricia y su hermana Allison fallecieron el mismo día.

## Discografía

### Álbumes de estudio
- Mariah Carey (1990)
- Emotions (1991)
- Music Box (1993)
- Merry Christmas (1994)
- Daydream (1995)
- Butterfly (1997)
- Rainbow (1999)
- Glitter (2001)
- Charmbracelet (2002)
- The Emancipation of Mimi (2005)
- E=MC² (2008)
- Memoirs of an Imperfect Angel (2009)
- Merry Christmas II You (2010)
- Me. I Am Mariah… The Elusive Chanteuse (2014)
- Caution (2018)
- Here for It All (2025)

## Giras musicales y conciertos
Giras
- Music Box Tour (1993)
- Daydream World Tour (1996)
- Butterfly World Tour (1998)
- Rainbow World Tour (2000)
- Charmbracelet Tour (2003-04)
- The Adventures of Mimi Tour (2006)
- The Angels Advocate Tour (2009-10)
- The Elusive Chanteuse Show Tour (2014)
- The Sweet Sweet Fantasy Tour (2016)
- Caution World Tour (2019)

Residencias de conciertos
- All I Want for Christmas Is You: A Night of Joy and Festivity (Espectáculo anual)
- Mariah Carey: Number 1's (2015-17)
- The Butterfly Returns (2018-19)